# Legazpi, Tây Ban Nha
Legazpi là một đô thị trong tỉnh Guipúzcoa thuộc cộng đồng tự trị Xứ Basque, Tây Ban Nha. Dân số khoảng 9000 người.